# Varazze
Varazze (en lígur: Vazë; en llatí medieval: Voragine) és un comune (municipi) a la Província de Savona a la regió italiana de Ligúria, situat uns 30 km. a l'oest de Gènova i uns 11 km. al nord-est de Savona, a la Riviera de Ponent.
A prop, als Apennins, es troba el Monte Beigua, amb el seu Parc Natural Regional.
L'economia es basa principalment en les drassanes i el turisme.

## Història
El burg va créixer al voltant de l'antiga estació romana anomenada "Ad Navalia". A l'edat mitjana Varazze va ser objecte de disputa entre Savona i Gènova, a causa de la seva notable producció naval. El 1227 es va convertir en una comuna independent però, després de dependre de Malocello, va ser venuda a la República de Gènova el 1290.
El 1525, Hug de Montcada, almirall de l'emperador Carles V, l'emperador romà sagrat, va ser derrotat aquí en una batalla naval i agafat pres. Varazze va seguir la història de Gènova fins que va ser capturada per les tropes franceses el 1798. El 1815 va passar a formar part del Regne de Sardenya i, a partir de 1861, del nou Regne d'Itàlia unificat.

## Llocs d'interès
- Església romànica de San Nazario e Celso (reconstruïda al segle xvi). La façana data del 1870.
- Església de San Domenico (1419). Inclou frescos de l'escola de Siena i un políptic del segle xvi. Amb un claustre notable.
- Església de Sant'Ambrogio. Té una façana romànica i un campanar d'estil gòtic-romànic amb tres ordres de finestres coronelles. A l'interior hi ha un políptic de Giovanni Barbagelata i un panell de Luca Cambiaso amb Madonna i els Sts. Joan Baptista i Francesc ".
- Església de Santa Maria en Latronorio, a la frazione  Invrea. Es conserva un portal apuntat de l'edifici original del segle xii. L'interior alberga un gran fresc del segle xiii.
- "Eremo del Deserto" ("Ermita del desert"), al bosc cap als Apennins de Ligúria. És d'estil barroc, construïda al segle xviii, amb una gran muralla de 3 km.
- Església de San Donato, del segle V o IX, però majorment reconstruïda al segle xix.
- Restes de les muralles medievals.
- L'anomenada "Passeggiata Europa" ("Passeig Europa") és un camí naturalista que discorre per l'antiga via de tren de Gènova-Ventimiglia (tancat el 1970), connectant Varazze amb Cogoleto. Passa a través d'un paisatge rocós, amb pins, i té vista sobre una sèrie de petits ports marins que contenen una gran vida silvestre.

## Ciutats agermanades
Varazze està agermanada amb:
- Palmi, Itàlia

## Persones notables
Algunes persones relacionades amb Varazze:
- Jacobus de Varagine (c. 1230–1298), cronista italià, arquebisbe de Gènova.
- Francesco Cilea (1866–1950), compositor d'òpera, va viure els últims anys de la seva vida a Varazze, d'on era ciutadà honorari.
- Lelio Basso (1903–1978), anti-fascista, polític i periodista.
- Raimondo Spiazzi (1918–2002) tèoleg, assessor de Pius XII i mariòleg, va viure els darrers anys de la seva vida a Varazze.

## Natura
Part del municipi es troba dins dels límits del Parc natural regional del Beigua.